# Sacco di Mantova
Il sacco di Mantova avvenne il 18 luglio 1630 ad opera delle truppe dei lanzichenecchi al soldo dell'Imperatore Ferdinando II.

## Prologo
Il 29 ottobre 1626 moriva il sesto duca di Mantova e del Monferrato Ferdinando Gonzaga e gli succedeva il fratello Vincenzo II. Costui, non avendo discendenti, nominò suo erede Carlo di Rethel, figlio di Ludovico Gonzaga-Nevers, ramo cadetto francese. Morto Vincenzo a 33 anni il 25 dicembre 1627, per evitare che una dinastia francese si insediasse nel Monferrato, la Spagna si accordò per una spartizione del territorio col duca Carlo Emanuele I di Savoia, che pose sotto assedio Casale, difesa dai francesi, con le truppe spagnole guidate dal generale genovese Ambrogio Spinola. Ebbe così inizio nel 1628 la guerra di successione di Mantova e del Monferrato.

## L'assedio alla città
Nel maggio del 1629 Luigi XIII, terminata in patria la riconquista di La Rochelle, senza dichiarare formalmente guerra alla Spagna scese in Italia, sconfisse Carlo Emanuele presso il colle del Monginevro (Susa e Chiomonte), liberò Casale dall'assedio, occupò la fortezza di Pinerolo e con il trattato di Susa impose ai Savoia di astenersi dalle ostilità contro il ducato di Mantova.
L'intervento diretto dei francesi provocò la reazione degli imperiali, che inviarono parte delle truppe di Albrecht von Wallenstein in Italia: approfittando del rientro in patria di Luigi XIII, nel settembre del 1629 l'esercito imperiale, al comando di Rambaldo XIII di Collalto, scese nella penisola attraverso la Valtellina, conquistò Goito e cinse d'assedio Mantova, che resistette all'attacco e costrinse nel marzo 1630 gli imperiali alla ritirata. La repubblica di Venezia radunò un esercito sul Mincio per portare viveri a Mantova ma subì un rovescio a Valeggio sul Mincio il 25 maggio e le truppe si dispersero.
La seconda offensiva contro Mantova ebbe inizio nel giugno 1630 con l'assedio delle truppe al comando di Mattia Galasso e Johann von Aldringen, che pose il suo quartier generale nel borgo di S.Giorgio. Le condizioni degli Imperiali erano pessime e la città resistette a vari assalti, malgrado fosse già colpita dalla peste. La resistenza fu particolarmente forte presso Porta Pradella e Porta Cerese, punti nevralgici del sistema difensivo Mantovano a meridione.

## Le devastazioni
Nella notte tra il 17 e il 18 luglio un reparto di Rodolfo di Colloredo occupò di sorpresa la porta San Giorgio, detta anche del Volto Oscuro, pare grazie al tradimento di un tenente mercenario svizzero. Mentre venivano sferrati contemporaneamente attacchi ad altri punti della cerchia difensiva maggiormente presidiati per distrarre i difensori, venne abbassato il ponte levatoio e liberato l'accesso dal ponte di San Giorgio. Le truppe imperiali in attesa penetrarono in città ed iniziò per Mantova il periodo più cupo della sua storia. Il duca di Mantova e la famiglia furono costretti ad abbandonare la città mentre la reggia dei Gonzaga, Palazzo Ducale, ambita preda dei comandanti, venne circondata e spogliata di tutti i tesori artistici che la dinastia aveva accumulato nel tempo. La soldatesca, presa da spirito di distruzione e di rapina, strappò dalle cornici le bellissime tele, opere di artisti famosi, per poi abbandonarle. Tristemente famoso è rimasto lo spoglio della biblioteca, che era considerata una delle più ricche d'Italia. Vi erano raccolti manoscritti rarissimi ed edizioni di gran pregio collezionati dai cardinali della casata. La maggior parte dei cittadini furono torturati e uccisi e dappertutto venne appiccato il fuoco. Gli ebrei furono saccheggiati dei loro banchi di pegni e si diffuse la peste.
Passato il pericolo dei soldati tedeschi, richiamati in patria dall'imperatore che aveva sposato in seconde nozze Eleonora Gonzaga, la famiglia Gonzaga-Nevers ritornò a Mantova e con il trattato di Cherasco del 1631 Mantova fu restituita ai Gonzaga.